# Cancer
Cancer är en grupp sjukdomar som innebär en onormal celldelning med förmåga att spridas till andra delar av kroppen. Det finns omkring 200 kända cancersjukdomar som kan drabba människan, de kan vara mycket olika varandra och kräva helt olika behandlingar. Gemensamt är att cellerna tappat respekten för omgivningen. De vanligaste cancerformerna är carcinom, men det finns även cancertyper som inte ger upphov till en tumör, som leukemier. Inte alla tumörer är cancer; det finns godartade tumörer som inte sprider sig till andra delar av kroppen. Sådana kan fortfarande vara skadliga om de blir tillräckligt stora eller sitter olägligt, såsom hjärntumörer.
Exempel på möjliga symptom är en eller flera knölar, onormal blödning, långvarig hosta, oförklarlig viktnedgång eller förändrade tarmvanor. Även om de här symptomen kan tyda på cancer kan de också ha andra orsaker. I Sverige överlever 4 av 5 barn och 7 av 10 vuxna. Dödsfall beror vanligen på metastaser (dottertumörer) till andra organ. Ungefär ett av sex dödsfall i världen bedöms vara orsakat av cancer.

## Utveckling

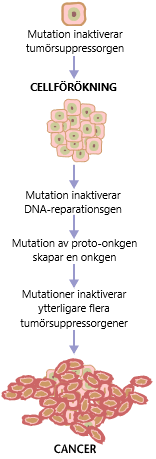
Uppkomsten av cancerceller sker av en rad mutationer i gener som har till uppgift att förhindra onormal celldelning. I cancerceller slås dessa skyddande mekanismer ut.

Cancersjukdomar uppstår som ett resultat av en skada under celldelningen. Vanligen ska en cell dö om den inte kan laga sig själv. Om generna i cellkärnan som styr detta skadats kan cellen inte laga sig själv. När cancer uppstått har cellerna slutat att fungera som de ska. Dels har de tappat kontakten och samarbetet med friska celler, dels delar de sig i oändlighet utan att kunna dö. De ger inte heller plats åt nya, friska celler utan tar deras. Cancerceller stimulerar sig själva, är okänsliga inför yttre signaler om att sluta och kan stimulera tillväxten av blodkärl till sin tumör. De kan oftast tränga in i intilliggande vävnader och organ och fortsätta till andra delar av kroppen.
- Förstadiet, hyperplasi, innebär att de påverkade cellerna blir fler. Detta stadium kan kroppen ofta läka ut på egen hand.
- Första fasen, dysplasi, medför cellförändringar. I detta stadium har de påverkade cellerna blivit ännu fler och fungerar annorlunda, något som kan bli tydligt i mikroskop. Även i detta stadium kan utvecklingen vända.
- Andra fasen, cancer in situ, innebär cancer på en begränsad plats. Cellerna har börjat dela sig allt mer och är så pass förändrade både i funktion och utseende att de från och med detta stadium kallas cancerceller. En tydlig knöl kan bildas men cellerna tränger inte in i andra vävnader.
- Tredje fasen, invasiv cancer, innebär att cancern börjar tränga in i omgivande vävnader och organ.
- Fjärde fasen, spridd eller metastaserad cancer, betyder att sjukdomen sprider sig via blodbanan eller lymfatiska systemet och bildar metastaser.[10]

Leukemier, blodcancer, är speciella då de inte följer mönstret med tumörbildning. Dessa cancerceller flyter i stället runt i blodbanan tillsammans med friska celler.

## Orsaker
Cancer är komplexa genetiska sjukdomar, många är trots detta inte ärftliga. I majoriteten av fallen är det slumpmässiga genförändringar under livets gång som ligger till grund för insjuknandet. Förändringarna i generna sker vanligtvis i flera steg och under en längre tid, de flesta som får cancer är äldre. Nio av tio patienter är över 50 år och medianåldern är 72 år. Barncancer är ovanligt.
Majoriteten av cancerfallen beror på faktorer som inte går att förebygga men risken att drabbas kan minskas med livsstilsförändringar.
Teorin om cancer som en strikt genetisk sjukdom är underbyggd av starka korrelationsstudier. Dock finns flera observationer som inte stämmer överens med den somatiska mutationsteorin. 

### Genetik
Vissa cancerformer kan vara ärftliga. Vanliga exempel är vissa former av bröst- och äggstockscancer , tjocktarmscancer, prostatacancer och malignt melanom. Det har bedömts att omkring 10 procent av alla cancerfall orsakas av ärftliga genetiska defekter.

### Livsstil och miljö
Livsstilens påverkan gäller på befolkningsnivå, riskerna minskar om den enskilde lever hälsosamt och exempelvis undviker tobak men det går inte att eliminera dem. Tobak, övervikt och fetma, alkoholkonsumtion, ett lågt intag av frukt och grönt samt brist på motion och fysisk aktivitet uppskattas sammantaget leda till ungefär en tredjedel av alla dödsfall i cancer i världen. Andra möjliga faktorer är vissa infektioner såsom hepatit och HPV samt exponering för joniserande strålning och miljöföroreningar, såsom luftföroreningar. I utvecklingsländer orsakas upp till 25 % av cancerfallen av infektioner som hepatit B, hepatit C, humant papillomvirus, Helicobacter pylori och Epstein–Barr-virus. Dessa cancerogena faktorer agerar åtminstone delvis genom att orsaka förändringar i cellernas gener. Vanligtvis krävs många sådana genförändringar innan en cancer utvecklas.

### Cancerframkallande ämnen
Cancerframkallande ämnen, eller carcinogena ämnen, är ämnen som kan påskynda eller framkalla cancer hos människor och djur. Många av dessa ämnen finns i cigarettrök, kost, snus men förutom dessa källor kan även vissa typer av strålning och virus orsaka cancer. Några ämnen som är cancerframkallande:
- alkohol[23]
- bensen[23]
- formaldehyd[23]
- asbest[23]
- hydrazin[23]
- tobak[23]
- akrylamid[23]
- acetaldehyd[23]
- radon[23]

## Symptom
Symptomen på en cancersjukdom varierar beroende på vilken det rör sig om. Det finns inga symptom eller tecken som helt säkert betyder att en person har cancer. Tecken betecknar vanligen fenomen som inte känns utan som bara kan iakttas.
Signalsymptom åsyftar de symptom och tecken som är typiska för en viss sjukdom. Exempel på signalsymptom för olika cancertyper är: blödning ur ändtarmen, järnbristanemi och förändrade tarmvanor för cancer i tjock- eller ändtarm; synligt blod i urinen för cancer i urinvägar och njurar; tumörmisstänkt fynd vid ändtarmsundersökning för prostatacancer; blodig upphostning för lungcancer; knöl i bröstet för bröstcancer; sväljsvårigheter (dysfagi) för matstrupscancer; och blödning efter klimakteriet för gynekologisk cancer. Sväljsvårigheter, heshet, tryckkänsla eller en knöl utanpå halsen kan vara tecken på sköldkörtelcancer. Förstorade lymfkörtlar kan tyda på lymfom eller spridd sköldkörtelcancer. Däremot har de personer med signalsymptom för någon cancer vanligen inte cancer vid utredning. Kopplingen mellan signalsymptom och cancer ökar med åldern. Cancer kan också ha mer diffusa symptom som sömnsvårigheter, hosta, trötthet, viktnedgång och smärta, det vill säga symptom som är vanliga vid många andra sjukdomar.

## Diagnos och förebyggande

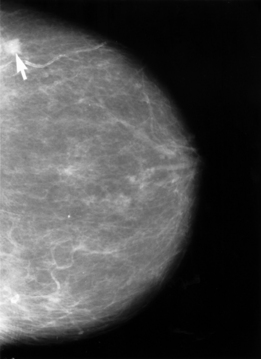
Ett mammogram med en cancertumör (vid pilen i övre vänstra hörnet).

Cancer kan upptäckas med hjälp av vissa tecken och symptom eller genom screeningundersökningar. Allmänläkaren har ofta en central och tidig roll i att upptäcka och vidareremittera misstänkta cancerfall. Sjukdomen vidareutreds vanligtvis med medicinsk avbildning och bekräftas med en biopsi.

### Standardiserade vårdförlopp
I Sverige används det nationella arbetssättet standardiserat vårdförlopp (SVF). Alla SVF inleds med en välgrundad misstanke. Under förloppet kallas patienten skyndsamt till undersökningar. Syftet är en jämlik cancervård över hela riket och att minska onödig väntan och ovisshet för patienten.

### Förebyggande åtgärder
Cirka 30 cancerformer bedöms vara kopplade till faktorer som går att förebygga och enligt Världshälsoorganisationen kan 30 till 50 procent av alla cancerfall förebyggas. Det är dock svårt att härleda enskilda cancerfall till livsstil eller miljö. Cancer kan på gruppnivå förebyggas genom att fler avstår från rökning; håller normal vikt; undviker att dricka eller minskar konsumtionen av alkohol; äter tillräckligt med grönsaker, frukt och fullkorn; vaccinerar sig mot specifika infektionssjukdomar samt undviker större mängder rött kött och för mycket solexponering.

### Screening
Screening syftar till att upptäcka cancer innan den drabbade upplever symptom. Syftet med tidig upptäckt är att minska dödligheten och andra allvarliga konsekvenser av cancer. Det finns screeningsmetoder för att hitta cancrar innan de ger symptom, exempelvis mammografi för att hitta bröstcancer och gynekologiskt cellprov för att hitta livmoderhalscancer. Screening med mammografi är kontroversiellt. Tumörmarkörer är ämnen som kan finnas i ökad mängd vid förekomst av en tumör och som kan mätas till exempel genom blodprov, såsom prostataspecifikt antigen (PSA) som kan vara ett tecken på prostatacancer. Det finns ingen tumörmarkör som är helt specifik för eller som kan upptäcka alla fall av någon cancertyp. Flera tumörmarkörer används för att stärka diagnosen för vissa typer av cancer och används också vid uppföljning av konstaterad cancer, men ingen tumörmarkör används för screening i Sverige.
Screening av cancer är kontroversiellt eftersom det kan innebära att man diagnostiserar cancerfall som aldrig skulle ha givit symptom under personens liv. Detta innebär att en grupp av dem som screenas kommer att få reda på en cancer som aldrig skulle ha påverkat dem. Detta medför onödiga behandlingar för dessa personer. Screening medför onödig oro för många av de personer som efter screening återkallas och efter vidare diagnostik inte visar sig ha någon cancer alls. Det går inte att veta vem som genom screening får en cancerdiagnos som aldrig skulle ha givit symptom under personens liv.
Världshälsoorganisationen upprättade 1968 ett antal kriterier för vad som är effektiv screening av cancer och andra tillstånd. Världshälsoorganisationen diskuterade och modifierade dessa kriterier år 2008 med avseende på nya genetiska metoder.
Socialstyrelsen rekommenderade år 2019 att landstingen och sjukvården i Sverige bör erbjuda screening för följande cancerformer:
- Bröstcancer, screening med mammografi, för kvinnor 40–74 år.[40]
- Livmoderhalscancer, screening med cytologi och HPV-test, för kvinnor 23–64 år.[41]
- Tjock- och ändtarmscancer, screening med test av blod i avföringen, för kvinnor och män 60–74 år.[42]

Socialstyrelsen rekommenderar att det i Sverige inte bör erbjudas screening för:
- Prostatacancer, screening med enbart PSA-prov, för män 50–70 år.[43]

Socialstyrelsen bedömer att det vetenskapliga underlaget behöver kompletteras innan Socialstyrelsen kan ta ställning i frågan gällande screening för prostatacancer för män 50–70 år, med PSA-prov kompletterat med annat diagnostiskt test före vävnadsprovtagning.

### Fördröjd diagnos
I regel antas gälla att ju tidigare en cancer upptäcks, desto bättre är behandlingsmöjligheterna och prognosen.
Fördröjning av diagnos kan delas in i patientorsakad fördröjning, vilken innebär att personen själv väntar med att söka vård; läkarorsakad fördröjning, som innebär att läkaren inte ställer rätt diagnos inom rimlig tid; och organisationsorsakad fördröjning, som exempelvis innefattar långa väntetider.
Patientorsakad fördröjning har många orsaker, till exempel att man uppfattar inte symptomen som allvarliga, att man inte vågar söka av rädsla för att det är allvarligt, eller att man inte litar på sjukvården. Okunskap om vad symtom och tecken innebär och vad man ska göra är ett övergripande problem, exempelvis har undersökningar visat att upp till en tredjedel inte söker läkare i direkt anslutning till blod i avföringen. Andra faktorer som påverkar är tumörtyp, lägre socioekonomisk status, högt alkoholintag och annan allvarlig sjuklighet. Det finns även skillnader mellan män och kvinnor i hur ofta man söker vård.
Genom att minska antalet fördröjda diagnoser vill man förbättra behandlingsmöjligheterna. Detta görs genom att utbilda allmänheten om cancersymptom och när man bör söka, genom att vidareutbilda vårdpersonal, samt inrättandet av snabbspår för vissa cancerformer där behandling och diagnos skall utföras på ett systematiskt sätt.
I en systematisk litteraturgenomgång år 2014 fann SBU att det saknades uppföljande studier för att påvisa effekt av åtgärder för att öka patienters kunskap om cancersymptom. Vad gällde egenundersökning av bröst som screeningmetod fann man att det inte påverkade dödligheten i bröstcancer, men att det ökade antalet diagnostiska och kirurgiska ingrepp. Det saknades även underlag för att utvärdera effekten av vidareutbildning. Snabbspår kunde visa effekt och att diagnosbesked kunde lämnas tidigare, dock att detta potentiellt kunde ta resurser från dem som inte tillhörde snabbspåren.

## Behandling

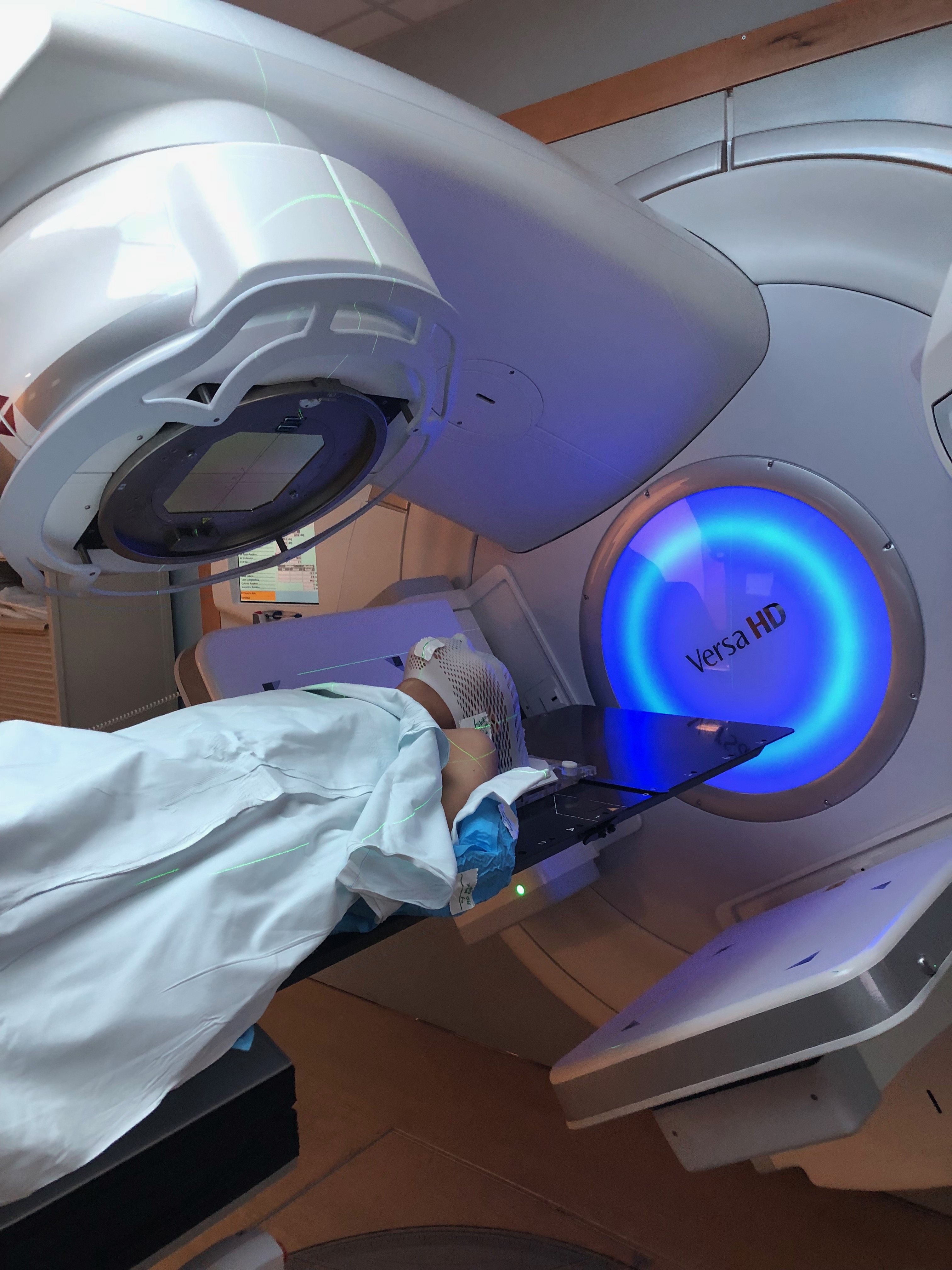
Strålbehandling är en vanlig metod.

Vilken eller vilka metoder som är effektiva varierar kraftigt beroende på vilken sjukdom det rör sig om. Det kan röra sig om botande eller symptomlindrande (palliativt syftande) behandling.
De vanligaste och viktigaste behandlingsmetoderna är kirurgi, strålbehandling, och kemoterapi med cytostatika (i folkmun benämnt cellgifter). Kirurgi är den viktigaste metoden för att få bort enskilda solida tumörer medan kemoterapi är effektivast mot leukemi och många former av spridd (metastaserad) cancer. Immunterapi och stamcellstransplantation är ytterligare metoder som används i vissa fall. Vid en del former av endokrin cancer, prostatacancer och bröstcancer används hormonbehandling.
Det är som regel gynnsamt för prognosen att sjukdomen upptäcks tidigt. En cancer som utvecklats så långt att den utvecklat metastaser i andra organ än den ursprungliga tumören är ofta svår att bota. Smärtlindring och symptombehandling är en viktig del av cancervården.

### Symptomlindring
De flesta personer med cancer (ca nio av tio) drabbas av en trötthet som sällan går att sova bort. Beroende på vad källan är kan fysisk aktivitet, ändrad läkemedelsdos, bättre smärtlindring samt behandling av blodbrist eller depression hjälpa.
Smärtbehandling vid cancer beror på vilken typ (mekanism) av smärta patienten har, samt i vilken fas av den aktuella cancersjukdomen patienten befinner sig (botad cancer, aktiv cancersjukdom, palliativ sjukdom). Cancerbehandlingen i sig kan vara smärtlindrande, men kan också ge upphov till smärta (av cytostatika och/eller kirurgi etcetera). I smärtlindrande syfte används ofta smärtstillande läkemedel som tas via munnen. Smärtstillande läkemedel kan också ges via plåster, injektioner och infusioner, samt i vissa fall intratekalt. Ofta behövs även profylax och behandling mot olika biverkningar av den smärtlindrande behandlingen såsom mot förstoppning och illamående. Andra smärtbehandlingar kan exempelvis vara TENS, avlastning med korsett och olika hjälpmedel såsom rullator.

### Palliativ vård
Palliativ vård vid cancer är särskilt viktig för patienter med långt framskriden sjukdom där möjligheterna till bot saknas. Hur långvarig den palliativa vården blir varierar mycket och den brukar delas upp i en tidig fas (förlänga livet) och den vård som ges i livets absoluta slutskede (sen fas). Palliativ vård kan innebära symptomlindring genom medicinska åtgärder eller ingrepp, anpassningar i miljön och stöd till både patient och närstående. Praktisk hjälp (hemsjukvård och hemtjänst, ekonomiskt stöd), samtalsstöd och hospice är ofta aktuellt.
I de fall den dystra prognosen är känd eller förväntad kan den palliativa vården inledas redan vid fastställd diagnos. Den palliativa vårdens syfte och etiska plattform är att främja välbefinnande och livskvalitet, mildra symptom och att bevara patientens värdighet, självbestämmande och självbild.

### Alternativa behandlingsformer
Det är olagligt för andra än hälso- och sjukvårdspersonal att försöka behandla cancer i Sverige enligt kapitel 5 i Patientsäkerhetslagen, som ibland kallats "kvacksalverilagen".
Vid sidan av medicinen och läkarvetenskapen finns en lukrativ bransch med olika typer av alternativa behandlingsregimer och produkter, något som medför etiska och pedagogiska utmaningar för vården som kan se desperata patienter vända sig till kalvbrässextrakt eller besök i grottor utomlands istället för behandlingar som kan rädda deras liv. Alternativa behandlingsformer är sådana som bevisligen inte fungerar, är skadliga, där det finns otillräckligt med forskning för att avgöra om de fungera eller där metoden i sig gör det omöjligt att forska kring den. Några alternativa behandlingsmetoder har undersökts och befunnits inte alls fungera; detta till trots fortsätter de att marknadsföras. Cancerforskaren Andrew J. Vickers uttryckte sig: "Beteckningen 'oprövad' passar inte så bra in på sådana behandlingsformer; det är hög tid att deklarera att många alternativa behandlingsformer för cancer har blivit motbevisade". Ett problem som lyfts är hur ekonomiskt lönsamma alternativa "kliniker" kan få utsatta sjuka att känna sig sedda samtidigt som de inte vill föra någon statistik på hur det går för dem.
Kosttillskott med antioxidanter har visat sig förvärra cancer genom att hjälpa cancercellerna att sprida sig. Sambanden är så starka att studier på området har fått avbrytas av etiska skäl. En forskare på Karolinska institutet kallar antioxidanter för "raketbränsle" för cancersjukdomar och i pressen berättade han att han blivit mordhotad av personer i vitaminbranschen för sina upptäckter.

## Cancerrehabilitering
I Sverige har alla cancerpatienter rätt till att få sina rehabiliteringsbehov tillgodosedda och enligt lag ligger ansvaret på kommun och region (8 kap. 7 § Hälso- och sjukvårdslagen). Sverige har en nationellt vårdprogram för cancerrehabilitering. Rehabiliteringsenheter kan erbjuda allt från samtalsstöd (kurator, psykolog) till sjukgymnastik, dietist, kontakt med arbetsterapeut eller logoped eller andra insatser beroende på patientens individuella behov. Stödet kan bli kort- eller långvarigt och kan även ges inom ramen för palliativ vård. Cancerpatienter kan lida en rad olika men med varierande varaktighet, där posttraumatiskt stressyndrom, amputation, talsvårigheter och organförlust är exempel.
Cancersjukdom kan resultera i att den drabbade behöver anpassningar i arbetsmiljön på kort eller lång sikt eller i vissa fall byta yrkesbana. Arbetsuppgifter kan behöva anpassas efter en amputation och vissa typer av läkemedelsbehandlingar eller resttillstånd är oförenliga med soldatyrket. I Sverige har arbetsgivare ett långtgående rehabiliteringsansvar genom Arbetsmiljölagen.

## Prognos
Prognosen varierar mycket mellan olika cancerformer. Chansen för överlevnad beror till stor del på typen av cancer och sjukdomens omfattning när behandlingen påbörjas.
Prognos för cancersjukdomar brukar anges som så kallad relativ 5-årsöverlevnad. Relativ överlevnad beskriver överlevnad för en person med cancer i förhållande till om personen inte hade haft cancer.
Exempelvis var den relativa 5-årsöverlevnaden år 2016 i Sverige för bröstcancer hos kvinnor 92 procent, prostatacancer hos män 93 procent, medan lungcancer låg på 17 procent för män och 24 procent för kvinnor, samt bukspottkörtelcancer för båda kön på ungefär 8 procent. Hos barn under 15 års ålder vid tiden för diagnos är den relativa 5-årsöverlevnaden i industriländer i genomsnitt 80 procent.
Den genomsnittliga 5-årsöverlevnaden för alla cancerformer var 67 procent i USA utifrån data mellan åren 2009–2015. I Sverige var femårsöverlevnaden för all cancer år 2016 ungefär 75 procent, och tioårsöverlevnaden år 2016 ungefär 69 procent. Prognosen för cancer har generellt förbättrats i Sverige sedan början av 1970-talet då femårsöverlevnaden var 35 procent för män och 48 procent för kvinnor. Dock är prognosen för vissa former nästan oförändrad jämfört med 1970-talet.

## Epidemiologi

### Internationellt
Olika cancerformer har olika förekomst i befolkningsgrupper runt om i världen. I Nordeuropa och Nordamerika dominerar hudcancer, prostatacancer, lungcancer och bröstcancer. I Östasien däremot är lungcancer, magsäckscancer, levercancer och matstrupscancer vanliga cancerformer. I många utvecklingsländer är västerländska cancerformer ovanliga, vilket dock kan bero på låg medellivslängd och bristfällig sjukvård vilket gör att få diagnoser ställs.
År 2012 upptäcktes omkring 14,1 miljoner nya cancerfall över hela världen. De vanligaste typerna av cancer hos män är lungcancer, prostatacancer, tjocktarmscancer, tunntarmscancer och magcancer, och hos kvinnor är de vanligaste typerna bröstcancer, tarmcancer, lungcancer och livmodercancer. Hudcancer av annan typ än melanom ingår inte i denna statistik, och skulle om den gjorde det utgöra minst 40 procent av samtliga cancerfall.
Hos barn är akut lymfatisk leukemi (ALL) och hjärntumörer de vanligaste typerna förutom i Afrika där non-Hodgkins lymfom uppträder oftare. År 2012 fick omkring 165 000 barn under 15 år diagnosen cancer. I Sverige diagnostiseras ungefär ett barn om dagen med cancer och av dessa botas ungefär 80 procent. Risken för cancer ökar betydligt med åldern och många typer av cancer är vanligare i industriländer. Siffrorna ökar i och med att fler människor lever längre och att livsstilsförändringar sker i utvecklingsländer. Den ekonomiska kostnaden för cancer uppskattades år 2010 till 1,16 biljoner dollar per år.
Cancer är efter hjärt- och kärlsjukdomar den näst vanligaste dödsorsaken i världen. Omkring 10 miljoner dödsfall eller var sjätte av samtliga mänskliga dödsfall orsakades år 2020 av cancer.

### Sverige
I Sverige upptäcks närmare 70 000 nya cancerfall varje år. År 2021 fick nästan 69 000 ett besked, något fler var män. De överlägset vanligaste cancerformerna för män respektive kvinnor i Sverige är prostatacancer respektive bröstcancer. I Sverige fick år 2021 omkring 10 200 män prostatacancer och 8 700 kvinnor bröstcancer.
Cancer är efter hjärt- och kärlsjukdomar den näst vanligaste dödsorsaken i Sverige. År 2018 stod cancer för 25 procent av de drygt 92 000 dödsfallen i Sverige. Prostatacancer är den cancerform som orsakar flest dödsfall bland män och lungcancer är den cancerform som orsakar flest dödsfall hos kvinnor.

## Patientföreningar och organisationer
Det finns i Sverige flera patientföreningar och organisationer inom cancersjukdomarna. Det finns centralt nationella organisationer, till exempel Bröstcancerförbundet och Cancerfonden, liksom lokala patientföreningar. Det finns dessutom internationellt samarbetande nätverk. Cancertidningar utges av vissa organisationer.

## Forskning
En stor del av cancerforskningen i Sverige finansieras av Cancerfonden. Internationellt samordnas cancerforskning av International Agency for Research on Cancer (IARC), en samarbetsorganisation mellan Världshälsoorganisationen och Förenta nationerna.

## Etymologi
Ordet cancers ursprung som definition för sjukdomsgruppen i denna artikel daterar till runt år 400 f.Kr. då Hippokrates började använda det grekiska ordet καρκίνος karkinos, som betyder krabba. Senare översatte romaren Celsus termen till latinets cancer, som är det latinska ordet för krabba eller kräfta, i sin medicinska encyklopedi De Medicina. Senare uttryckte den grekiske läkaren Galenos likheten mellan venerna omkring en cancertumör i bröstet och benen hos en krabba som en förklaring till namngivningen. På 1500-talet lade den italienske anatomen Gabriele Falloppio till ytterligare en förklaring till namnvalet: att cancertumörer tenderar att vara hårda vilket påminner om skalet hos en krabba. I äldre svenskt språkbruk användes ordet kräfta.